# Lac du Pontet
Le lac du Pontet est un lac d'altitude situé sur la commune de Villar-d'Arêne, dans le département français des Hautes-Alpes, en région Provence-Alpes-Côte d'Azur.
Ce lac, situé à 1 982 m d'altitude, est situé sur les contreforts du massif des Arves, il surplombe la vallée de la Romanche et se trouve à proximité du parc national des Écrins. Il offre un point de vue ouvert sur les sommets environnants du massif des Écrins.
Il est accessible depuis le village principal de Villar-d'Arêne ou son hameau des Cours des sentiers de randonnée pédestre,, ou en voiture par une route étroite depuis les Cours, puis à pieds sur les dernières dizaines de mètres. Deux parkings situés en aval du lac permettent le stationnement automobile. L'accès n'est pas déneigé en hiver.

## Sports et loisirs
Le lac du Pontet est un point de passage de plusieurs sentiers de randonnée en montagne et un lieu apprécié des estivants. En été, une roulotte-snack propose ses produits près du lac.
Le site offre une vue sur les montagnes environnantes. La baignade est autorisée sous sa propre responsabilité et il n'y a pas de surveillance. Ce lac est un site de pêche.

## Environnement et biodiversité
Durant le printemps 2024, le lac du Pontet a été le site d'une formation du Parc national des Écrins à propos des lacs d'altitude.